# マイケル・マクドナルド (総合格闘家)
マイケル・マクドナルド（Micheal McDonald、1991年1月15日 - ）は、アメリカ合衆国の男性総合格闘家。カリフォルニア州モデスト出身。ラストスタンド・ファイトチーム所属。元TPFバンタム級王者。
総合格闘家のブラッド・マクドナルドは実弟。

## 来歴
10歳の頃キックボクシングを始め、総合格闘技を14歳の頃始めた。
2007年プロ総合格闘家デビュー。
2010年、19歳の頃にTachi Palace Fightsでマニー・タピアやコール・エスコベドといった強豪選手にKO勝ちを収め、WECと契約。

### UFC
2011年3月26日、UFC初参戦となったUFC Fight Night: Nogueira vs. Davisでエドウィン・フィゲロアに判定勝ち。ファイト・オブ・ザ・ナイトを受賞した。
2013年2月16日、UFC on Fuel TV 7でUFC世界バンタム級暫定王者ヘナン・バラオンと対戦し、4Rに肩固めを極められ一本負けを喫し王座獲得に失敗した。
2013年8月17日、UFC Fight Night: Shogun vs. Sonnenでバンタム級ランキング5位のブラッド・ピケットと対戦し、三角絞めで一本勝ち。ファイト・オブ・ザ・ナイトとサブミッション・オブ・ザ・ナイトを受賞した。
2013年12月14日、UFC on FOX 9でバンタム級ランキング位2位のユライア・フェイバーと対戦し、ギロチンチョークで2R一本負け。
2016年1月2日、2年ぶりの復帰戦となったUFC 195で金原正徳と対戦し、リアネイキドチョークで一本勝ち。パフォーマンス・オブ・ザ・ナイトを受賞した。
2016年7月13日、UFC Fight Night: McDonald vs. Linekerでバンタム級ランキング位8位のジョン・リネカーと対戦し、パウンドでKO負け。

## 戦績
| 総合格闘技 戦績 | 総合格闘技 戦績 | 総合格闘技 戦績 | 総合格闘技 戦績 | 総合格闘技 戦績 | 総合格闘技 戦績 | 総合格闘技 戦績 |
| --------------- | --------------- | --------------- | --------------- | --------------- | --------------- | --------------- |
| 23 試合         | (T)KO           | 一本            | 判定            | その他          | 引き分け        | 無効試合        |
| 19 勝           | 10              | 6               | 3               | 0               | 0               | 0               |
| 4 敗            | 2               | 2               | 0               | 0               | 0               | 0               |

| 勝敗 | 対戦相手                 | 試合結果                          | 大会名                                                                       | 開催年月日     |
| ○    | エドゥアルド・ダンタス   | 1R 0:58 KO（パウンド）            | Bellator 202: Budd vs. Nogueira                                              | 2018年7月13日  |
| ○    | ピーター・リジェ         | 5分3R終了 判定3-0                 | Bellator 191: McDonald vs. Ligier                                            | 2017年12月15日 |
| ×    | ジョン・リネカー         | 1R 2:43 KO（左フック→パウンド）   | UFC Fight Night: McDonald vs. Lineker                                        | 2016年7月13日  |
| ○    | 金原正徳                 | 2R 2:09 リアネイキドチョーク      | UFC 195: Lawler vs. Condit                                                   | 2016年1月2日   |
| ×    | ユライア・フェイバー     | 2R 3:22 ギロチンチョーク          | UFC on FOX 9: Johnson vs. Benavidez 2                                        | 2013年12月14日 |
| ○    | ブラッド・ピケット       | 2R 3:43 三角絞め                  | UFC Fight Night: Shogun vs. Sonnen                                           | 2013年8月17日  |
| ×    | ヘナン・バラオン         | 4R 3:57 肩固め                    | UFC on Fuel TV 7: Barao vs. McDonald 【UFC世界バンタム級暫定タイトルマッチ】 | 2013年2月16日  |
| ○    | ミゲール・トーレス       | 1R 3:18 KO（右アッパー→パウンド） | UFC 145: Jones vs. Evans                                                     | 2012年4月21日  |
| ○    | アレックス・ソト         | 1R 0:56 KO（スタンドパンチ連打）  | UFC 139: Shogun vs. Henderson                                                | 2011年11月19日 |
| ○    | クリス・カリアソ         | 5分3R終了 判定2-1                 | UFC 130: Rampage vs. Hamill                                                  | 2011年5月28日  |
| ○    | エドウィン・フィゲロア   | 5分3R終了 判定3-0                 | UFC Fight Night: Nogueira vs. Davis                                          | 2011年3月26日  |
| ○    | クリント・ゴドフリー     | 1R 2:42 腕ひしぎ十字固め          | WEC 52: Faber vs. Mizugaki                                                   | 2010年11月11日 |
| ○    | コール・エスコヴィード   | 2R 1:12 KO（スタンドパンチ連打）  | TPF 5: Stars and Strikes 【TPFバンタム級タイトルマッチ】                     | 2010年7月9日   |
| ○    | マニー・タピア           | 1R 4:31 TKO（スタンドパンチ連打） | TPF 3: Champions Collide                                                     | 2010年2月4日   |
| ○    | カルロス・ガルセス       | 1R 2:01 TKO（パンチ）             | Tachi Palace Fights 1                                                        | 2009年10月8日  |
| ×    | コール・エスコヴィード   | 2R 2:25 TKO（パンチ）             | PFC 13: Validation                                                           | 2009年5月8日   |
| ○    | ジェイソン・ジョージアナ | 1R 2:38 TKO（パンチ）             | PFC 12: High Stakes                                                          | 2009年1月22日  |
| ○    | ランディ・ロドニ         | 1R 0:47 KO（パンチ）              | Gladiator Challenge 86: Day of the Dead                                      | 2008年11月2日  |
| ○    | フェルナンド・アレオラ   | 1R 3:49 ギブアップ                | Gladiator Challenge 84: Bad Blood                                            | 2008年9月7日   |
| ○    | ハビエル・バルガス       | 1R 1:38 TKO（パンチ）             | Gladiator Challenge 81: Lights Out                                           | 2008年7月27日  |
| ○    | スティーブ・フラノ       | 1R 1:17 TKO（パンチ）             | Gladiator Challenge 78: No Limits                                            | 2008年5月18日  |
| ○    | ドミニク・ペーニャ       | 1R 1:12 肩固め                    | Gladiator Challenge 76: Alpha Dog Challenge                                  | 2008年3月17日  |
| ○    | ジョー・コロナ           | 1R 1:17 三角絞め                  | Gladiator Challenge 71: Lock 'n Load                                         | 2007年11月11日 |

## 獲得タイトル
- 第2代TPFバンタム級王座（2010年）

## 表彰
- ブラジリアン柔術 茶帯
- UFC ファイト・オブ・ザ・ナイト（2回）
- UFC ノックアウト・オブ・ザ・ナイト（1回）
- UFC サブミッション・オブ・ザ・ナイト（2回）
- UFC パフォーマンス・オブ・ザ・ナイト（1回）